# IBM Cognos Analytics
IBM Cognos Analytics (denominata fino alla versione 10.2.2 IBM Cognos Business Intelligence) è una suite di business intelligence integrata e via web di IBM. Fornisce una serie di strumenti per la reportistica, l'analisi, Schede di valutazione bilanciata e il monitoraggio di eventi e metriche. Il software consiste di diverse componenti che vanno ad incontrare le diverse esigenze e requisiti d'informazione di una società.

## Strumenti
Strumenti web:
- Cognos Connection
- Query Studio
- Report Studio
- Analysis Studio
- Event Studio

Strumenti client:
- IBM Cognos Framework Manager
- IBM Cognos Cube Designer
- IBM Cognos Transformer
- IBM Cognos Lifecycle Manager
- IBM Cognos Map Manager

## Componenti aggiuntivi
- Go! Office
- Go! Search
- Go! Dashboard